# Panzerbrecher
Der Panzerbrecher  (Panzerstecher, Estoc, Pörschwert, Bohrschwert, Perswerte oder Pratspieß) ist eine spätmittelalterliche Stichwaffe zum Durchdringen einer Rüstung.

## Geschichte
Als Reaktion auf die Verbesserung der Rüstungen im Spätmittelalter und das Aufkommen erster Plattenpanzer tauchen im 14. Jahrhundert spezialisierte Schwerter auf, die ausschließlich auf den Stich ausgelegt sind und oftmals einen viereckigen Querschnitt ohne Schneide aufweisen, für den Hieb also nahezu unbrauchbar sind. Da einige der gegen Rüstungen effektiven Fechttechniken das Greifen an der Klinge erfordern, wiesen diese Bohrschwerter oft zusätzliche Griffmöglichkeiten an der Klinge auf. Diese Waffenform findet sich in Europa bis ins 16. Jahrhundert hinein, wobei verschiedene Autoren darin auch eine Art Lanzenschwert sehen wollten, das von Reitern benutzt wurde. Das verwandte Estoc ist ein eher herkömmliches Schwert, oft einhändig zu führen, das aber aufgrund seiner Klingengeometrie deutlich auf den Stich hin optimiert wurde. Darin wird häufiger der Vorgänger des Degens gesehen.
In der Türkei, Ungarn und Polen, wo noch bis ins 18. Jahrhundert Kettenrüstungen getragen wurden, führte ein Teil der Reiterei standardmäßig Panzerstecher, die an der linken Seite des Sattels zwischen den Taschen eingesteckt wurden und einen Teil der Pferderüstung bildeten.

## Beschreibung
Grob vergleichbar mit einem Stilett, hat der Panzerbrecher eine lange, gerade und sehr robuste, pfriemartige Klinge mit einem dreieckigen oder viereckigen Querschnitt. Die Spitze des Panzerstechers ist besonders verstärkt und gehärtet. Selten ist eine verkümmerte Parierstange vorhanden, meist gar keine oder nur eine Scheibe. Eingesetzt wurde der Panzerstecher, um mit einem harten Stoß, zum Teil mit beiden Händen ausgeführt, Ring- oder Textilpanzer zu durchdringen oder bei Plattenpanzern zumindest die lange und dünne Spitze in die Lücken zwischen den einzelnen Plattenteilen zu stoßen, etwaige dahinter liegende Unterpanzerung zu durchdringen und den Gegner so zu verwunden. Der Knauf am Griffende wurde genutzt, um gegebenenfalls mit der zweiten Hand oder sogar dem Oberkörper zusätzlichen Druck aufzuwenden.

## Harnischkampfschwert
Ebenfalls als Panzerstecher bezeichnet man teilweise die speziell für den Zweikampf im Harnisch ausgelegten Waffen des 15. und 16. Jahrhunderts, welche hierbei im Halbschwertgriff geführt wurden. Diese Waffen dienten primär nicht zum Durchstoßen der Rüstung, sondern vielmehr zum Ansetzen in den Lücken des Harnischs, welche sich vornehmlich an dessen Gelenkinnenseiten befinden. War dieses Ansetzen gelungen, so schlug man den Schwertgriff einer Lanze gleich unter die Achsel und legte die Parierstange an der eigenen Brust an, um maximalen Vorwärtsdruck aufbauen zu können. Zu diesem Zweck waren sie nur im Bereich unmittelbar an der Spitze scharf geschliffen. Da die Waffe häufig zum Hebeln und Werfen des durch seinen Harnisch geschützten Gegners eingesetzt wurden, fanden sehr steife Klingen mit rautenförmigem Querschnitt Verwendung, welche in der Mitte zum besseren Greifen auch tailliert sein konnten. Wenn zugeschlagen wurde, geschah dies mit dem schwereren Gehilzende der Waffe, womit Schwachstellen wie der Kopf und die Gelenke angegriffen wurden, oder mit der Parierstange oder dem Knauf eingehakt und der Gegner so zu Fall gebracht werden konnte. Um die Schlagwirkung zu verstärken, versah man den Knauf teilweise mit Dornen und setzte angespitzte Parierstangen ein.